# 영령

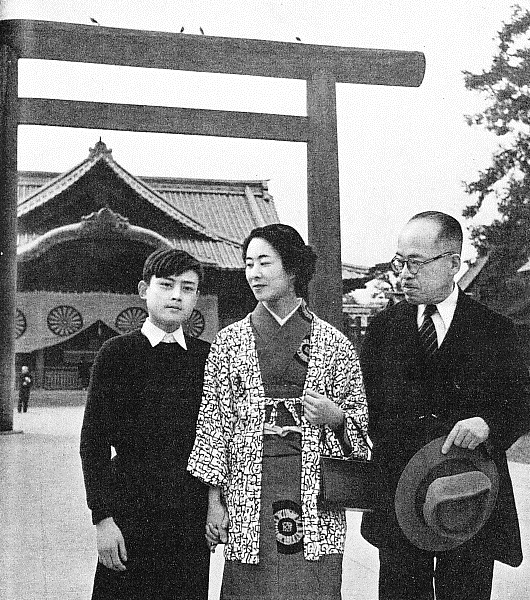
혈육이 야스쿠니에 영령으로 모셔진 참배객.

영령(英靈)이란 망자, 특히 전쟁에서 죽은 사람의 영혼을 높여 부르는 말이다.
누군가를 "영령"이라 부르는 것은 그 사람을 긍정적으로 평가한다는 주관이 다분히 포함되어 있기에 논쟁의 대상이 될 수 있다. 대한민국에서는 호국영령이란 단어를 실생활에서 자주 쓴다.